# La vita accanto
La vita accanto è il romanzo d'esordio di Mariapia Veladiano pubblicato da Einaudi nel 2011 e finalista nello stesso anno al Premio Strega.

## Trama
La pianista Rebecca, nata in una famiglia disfunzionale, trova un riscatto proprio grazie al suo talento musicale.

## Adattamenti
Dal libro è stato tratto nel 2024 l'omonimo film di Marco Tullio Giordana, con Valentina Bellè, Sonia Bergamasco, Sara Ciocca e Paolo Pierobon.